# 金忠誠
金 忠誠（キム・チュンソン、朝鮮語: 김충성）は、朝鮮民主主義人民共和国の政治家。資源開発相、朝鮮労働党中央委員会委員候補。

## 経歴
朝鮮労働党第8回党大会以前の経歴は不明である。2021年1月5日から開催された朝鮮労働党第8次大会で朝鮮労働党中央委員会委員候補に選出され、同年1月17日に開催された最高人民会議第14期第4回会議で資源開発相に任命された。
2022年5月19日に死去した玄哲海元帥の国家葬儀委員に選ばれた。